# Eduard Schönfeld
Eduard Schonfeld (Hildburghausen, 22 dicembre 1828 – Bonn, 1º maggio 1891) è stato un astronomo tedesco.

## Biografia
Dopo aver studiato sotto la guida di Friedrich Wilhelm Argelander a Bonn, divenne assistente all'Osservatorio di Bonn e poi direttore della Specola di Mannheim.
Collaborò col suo maestro alla compilazione della Bonner Durchmusterung, opera imponente, terminata nel 1862, che contiene le ascensioni rette e le declinazioni di tutte le 324.198 stelle dell'emisfero boreale sino alla magnitudine 9 e di un gran numero di stelle di magnitudine 10.

Questa rassegna fu poi estesa da Schonfeld fino a 23° di declinazione sud e completata da astronomi argentini sino al polo celeste australe.
Schonfeld si interessò anche allo studio delle nebulose (così all'epoca erano denominate anche le galassie e gli ammassi stellari) e delle stelle variabili.
I risultati delle osservazioni sulle nebulose sono contenuti in due cataloghi pubblicati nella rivista Astronomische Beobachtungen der Grossherzoglichen Sternwarte zu Mannheim, prima e seconda parte, rispettivamente nel 1862 e 1875. Gli studi e le osservazioni sulle stelle variabili sono stati pubblicati nei Jahresberichte des Mannheimer Vereins für Naturkunde numeri 32 (del 1866) e 39 (del 1875).
Alla morte del suo maestro, Argelander, nel febbraio 1875, divenne direttore dell'Osservatorio di Bonn.
In suo onore l'asteroide 1929 PB è stato chiamato 5926 Schönfeld  ed è stato dato il suo nome anche ad un cratere di 24 km sulla Luna .